# WWE SmackDown vs. Raw 2011
WWE SmackDown vs. Raw 2011 (spesso abbreviato in WWE SVR 2011) è il dodicesimo videogioco di wrestling, che fa parte della serie SmackDown vs Raw ultimo della serie ad avere il nome dei Roster disuniti (infatti il gioco successivo si chiamerà WWE 12). Uscito in Nord America il 26 ottobre 2010, in Australia il 28 ottobre 2010 e negli Stati Uniti il 29 dello stesso mese e anno.
Sviluppato da Yuke's e pubblicato da THQ per le piattaforme: PlayStation 2, PlayStation 3, PlayStation Portable, Wii e Xbox 360.
È stato il settimo e ultimo gioco targato WWE ad essere prodotto per PS2
Questo è il primo gioco a non avere il brand ECW da WWE SmackDown vs. Raw 2008, dopo lo scioglimento della lega (ECW) nel 2010.
I testimoni, presenti nella copertina, sono John Cena, Big Show e The Miz, per quanto riguarda gli Stati Uniti, mentre per l'Europa sono Randy Orton, The Undertaker e Sheamus.
In Italia è uscito il 29 ottobre 2010. Il sequel è WWE '12. 

## Sviluppo
Il primo annuncio fu a giugno 2010 a E3 da THQ. Esistono delle demo giocabili dove alcuni dei più importanti wrestler sono personaggi giocabili.

## Road To Wrestlemania Mode
La RTW di Kofi Kingston/John Morrison/R-Truth/Dolph Ziggler/Superstar Creata: Conosciuta anche come La "Broken The Streak" vede come protagonista uno tra Kofi Kingston, John Morrison, R-Truth, Dolph Ziggler & una Superstar Creata, lo scopo della storia è quello di "Rompere" La Streak d'imbattibilità di Undetaker a Wrestlemania. Nel corso della storia bisognerà affrontare dei vecchi avversari del Deadman e nel mentre dovremo affrontare anche i mindgames di Undertaker. Arrivati a Wrestlemania, affronteremo il Deadman e dopo un duro e combattutissimo incontro riusciremo a sconfiggere Undertaker e a rompere la sua streak d'imbattibilità a Wrestlemania. Nel finale Undertaker ci stringe la mano in profondo segno di rispetto con i fan che elogiano i due protagonisti per il loro incredibile incontro. Esiste anche un finale alternativo in cui se perdiamo il match contro Undertaker a Wrestlemania, diventeremo uno dei tanti Druidi che accompagnano il Deadman durante le sue entrate.
La RTW di Christian: la RTW del Capitan Charisma inizia in ECW, dove Chrsitian presenta il suo Show: il "Pee-C-Show", ma viene interrotto dal Gm di Smack Down Teddy Long che rivela di aver acquistato proprio il Capitan Charsima come nuovo membro del Roster Azzurro. Dopo aver perso il titolo ECW alla Rumble contro un suo avversario, a nostra scelta, Christian sbarca a SmackDown e dopo una brevissima faida con Dolph Ziggler ritrova il suo migliore amico Edge e i due decidono di riformare la loro stable. Arrivati a Elimination Chamber, Christian vince il Money in The Bank Match laureandosi Mr.Money in The Bank. Al giocatore, quindi, verrà data l'opportunità di fare una Scelta: o incassare il Money in the Bank ai danni del Campione WWE Shawn Micheals o incassarlo ai danni del Campione Mondiale di Smack Down Edge. Se si dovesse scegliere d'incassare il titolo ai danni di Edge, turneremo Heel e inizieremo una faida contro il nostro Ex-Migliore Amico, faida che si concluderà a Wrestlemania in un Tlc Match dove Christian batte Edge e nel finale i due si riappacificano festeggiando insieme ai fans; se invece dovessimo sceglie d'incassare il Money in The Bank contro HBK, passeremo a Raw e inizieremo una faida contro di lui che terminerà a Wresltemania in un Tlc match, vedendo Christian trionfare anche in questo caso, e nel finale festeggiare insieme al nostro migliore amico Edge.
La RTW di Rey Mysterio: La RTW del folletto di San Diego, inizia a Raw dove Rey Mysterio si ritrova invischiato in un misterioso incidente in limousine. Nel corso delle settimane che seguono Rey cercherà di scoprire che è stato il misterioso assalitore e nel mentre si allea prima con Evan Bourne e poi con Jack Swagger. Arrivati alla Rumble, Rey vincerà il Royal Rumble Match eliminando per ultimo uno tra Swagger e Bourne. Dopo poche settimane, in una puntata di Smack Down, dopo un ladder match, Evan Bourne annuncia di aver scoperto chi è stato il misterioso assalitore di Rey a inizio gioco, e si scoprirà essere Jack Swagger. Quest'ultimo cerca di convincere Rey a perdonarlo e a passare dalla sua parte con l'intento di prendere il controllo di Smack Down con il Pugno di Ferro. Ed è proprio qui che al giocatore viene data la possibilità di scegliere se perdonare Swagger e di conseguenza allearci con lui con l'intento di prendere il commando del roster oppure no. Se si dovesse scegliere di allearsi con Swagger, turneremo Heel, conquisteremo il titolo Mondiale dei pesi massimi a Elimination Chamber ai danni di CM Punk, e subito dopo inizieremo una faida con Evan Bourne che si concluderà con un match a Wresltemania con in palio il titolo mondiale, dove Rey ha la meglio su Evan Bourne. Poi, resosi conto del suo errore, fa ammenda con Bourne e i fan, ma viene interrotto da Swagger non contento del suo volta faccia. Quindi lo affronteremo e lo sconfiggeremo mantenendo il titolo mondiale, e nel finale Rey si scusa ancora con fan promettendo di farsi perdonare e promettendo anche di stare più attento a certe compagnie. Se invece dovessimo scegliere di non perdonare e di conseguenza non allearci con Swagger, conquisteremo il titolo Mondiale dei Pesi Massimi sempre a Elimination Chamber contro CM Punk, e subito dopo inizieremo una faida con Swagger che si concluderà in un match a Wresltemania con in palio il titolo mondiale dove Rey ha la meglio su Swagger e nel finale festeggia insieme al pubblico e  a Evan Bourne. Esiste anche un finale alternativo presente solo nella modalità Heel, se dovessimo perdere il match contro Evan Bourne a Wrestlemania, Rey si scuserà sia con i fan che con Bourne e decreterà di diritto e di fatto Bourne come nuovo campione nonché come nuovo beniamino dei fan.
La RTW di John Cena: la RTW di Cena, ha inizio a Raw dove John Cena batte MVP in un match per decretare il primo sfidante al titolo WWE detenuto da Randy Orton. Quest'ultimo cercherà in tutti i modi di sbarazzarsi di Cena, aiutato da MVP, ma senza successo. Poche settimane prima della Royal Rumble, Randy Orton esegue un vero è proprio golpe all'interno dei palinsesti della WWE, prendendo il comando di Raw e bandendo Cena dal suo Match titolato alla Rumble. Alla Rumble durante la rissa reale, MVP vince l'omonimo match eliminando per ultimo proprio Randy Orton. Nel corso delle settimane che seguono, Orton cercherà di sbarazzarsi in tutti i modi di Cena e di MVP, mettendoli anche l'uno contro l'altro; e in questo modo si arriva al Main Event di Wrestlemania: un Triple Treath Match tra Cena, Orton e MVP. Il match viene vinto da Cena che si laurea ancora una volta campione WWE e nel finale riesce a fare pace con MVP. Nel mentre Vince & Stephanie McMahon annunciano che Orton non sarà più Gm di Raw e dovrà fare i conti con McMahon per ciò che ha fatto all'inizio della storia, quando ha preso il potere dalle mani dei McMahon. Esiste anche un finale alternativo dove Orton mantiene il titolo WWE, ma come nel finale "Buono" per volere dei McMahon non sarà più Gm di Raw e dovrà fare i conti con loro per ciò che ha fatto, prendendo il potere dalle mani dei McMahon.
La RTW di Chris Jericho: La RTW di Y2J ha inizio a Raw dove Chris Jericho chiede a gran voce alla dirigenza di Raw di dargli un match contro Triple H con in palio il titolo WWE. La Gm di Raw, nonché moglie di Triple H, Stephanie McMhaon si rifiuta di dare un'opportunità titolata a Y2J relegandolo ad un match titolato di secondo piano. Jericho non prenderà per niente bene questa cosa, e per tutto il resto della storia, Y2J cercherà d'inserirsi con forza nel giro titolato, arrivando addirittura a rubare la cintura a Triple H, dopo numerosi attacchi e molti colpi bassi. La Gm di Raw quindi annuncia che per Wrestlemania, Triple H e Chris Jericho si affronteranno in un Hell in a Cell Match con in palio il titolo WWE. Il Match viene vinto da Jericho ma nel finale viene attaccato prima da Big Show (che a inizio storia gli aveva impedito di partecipare al match per decretare il nuovo N.1 Contender al titolo WWE di Triple H) e poi da Triple H stesso. Esiste anche un finale alternativo dove Triple H prende in giro Jericho e come se non bastasse Stephanie McMahon, annuncia che Jericho non farà più parte del roster di Raw e che d'ora in avanti farà parte di Smack Down con Edge che gli dà il benvenuto a suon di Spear.

## Roster
| Superstar | Superstar | Divas                                                                                       | Divas                                                                 | Manager                     | Leggende |
| Raw | SmackDown | Raw                                                                                         | SmackDown                                                             | Manager                     | Leggende |
| --- | --- | ------------------------------------------------------------------------------------------- | --------------------------------------------------------------------- | --------------------------- | --- |
| - Batista - Chris Jericho - David Hart Smith - David Otunga - Edge - Evan Bourne - Ezekiel Jackson - Goldust - John Cena - John Morrison - Justin Gabriel - Mark Henry - The Miz - Primo - Randy Orton - R-Truth - Santino Marella - Shawn Michaels - Sheamus - Ted DiBiase Jr. - Triple H - Tyson Kidd - Vladimir Kozlov - Wade Barrett - William Regal - Yoshi Tatsu - Zack Ryder | - Big Show - Chavo Guerrero - Christian - CM Punk - Chris Masters - Cody Rhodes - Dolph Ziggler - Drew McIntyre - Finlay - Jack Swagger - JTG - Kane - Kofi Kingston - Luke Gallows - Matt Hardy - Mike Knox - MVP - Rey Mysterio - Rob Van Dam - Shad Gaspard - Shelton Benjamin - The Undertaker - Vance Archer | - Alicia Fox - Brie Bella - Eve Torres - Gail Kim - Maryse - Melina - Natalya - Nikki Bella | - Beth Phoenix - Kelly Kelly - Layla - Michelle McCool - Mickie James | - Hornswoggle - Paul Bearer | - Bret Hart - The British Bulldog - Jake Roberts - Jimmy Snuka - Lex Luger - Mr. McMahon - Ricky Steamboat - The Rock - Steve Austin - Terry Funk |

## Campioni
- WWE Championship: Sheamus
- World Heavyweight Championship: Rey Mysterio
- WWE Intercontinental Championship: Dolph Ziggler
- WWE United States Championship: The Miz
- WWE Unified Tag Team Championship: The Hart Dynasty
- WWE Women's Championship: Michelle McCool
- WWE Divas Championship: Alicia Fox

## Arene
- Raw
- SmackDown
- Superstars
- ECW
- NXT ( Contenuto Sbloccabile, Non Disponibile Ps2)
- Monday Nitro ( Contenuto Sbloccabile, Non Disponibile Ps2)
- Druid Arena (Arena Fittizia Sbloccabile Nella RTW Broken The Streak)
- Royal Rumble (2010)
- Elimination Chamber (2010)
- WrestleMania XXVI
- Extreme Rules (2010)
- Backlash (2009)
- Judgment Day (2009)
- The Bash (2009)
- Night of Champions (2009)
- SummerSlam (2009)
- Breaking Point (2009)
- Hell in a Cell (2009)
- Bragging Rights (2009)
- Survivor Series (2009))
- Tables, Ladders & Chairs (2009)

## Modalità di gioco
La modalità di gioco a differenza degli altri capitoli della serie è molto più realistica sia nelle mosse di combattimento sia negli oggetti, ed è curata nei minimi dettagli per quanto riguarda lo stage, la scenografia e il ring, e si ha quasi l'impressione di giocare con reali Superstar WWE. Inoltre i match, contrariamente ai giochi precedenti, lasciano una maggiore libertà d'azione: è possibile decidere se effettuare o meno lo schienamento dopo aver effettuato particolari mosse, a differenza dei giochi precedenti in cui lo schienamento era obbligatorio. Inoltre il sangue è un optional: essendo sempre più difficile che i lottatori si feriscano a tal punto da sanguinare nel wrestling reale, in questo capitolo si può decidere se far ferire i lottatori o meno nelle opzioni. Le modalità "Road to WrestleMania XXVI" sono completamente rinnovate rispetto alle precedenti due edizioni (SmackDown vs. Raw 2009 e 2010) si può infatti interagire con le altre superstar negli spogliatoi, e si ha una del tutto nuova libertà d'azione. Nelle Road to WrestleMania bisogna usare Chris Jericho, John Cena, Christian, Rey Mysterio, e dover battere The Undertaker con una Superstar a scelta (incluse quelle create). È presente la modalità WWE Universe dove si può combattere ogni sera (se lo si vuole) in uno show diverso: Raw, WWE Superstars e SmackDown fino ad arrivare ai Pay-Per-View dove i singoli campioni delle rispettive leghe dovranno difendere i loro titoli fino a concludere l'anno con WrestleMania. Il calendario risulta molto scorrevole ed emozionante: si possono creare anche storyline nuove con la modalità Edit Storie. Come nelle edizioni 2009 e 2010 c'è l'opzione "La mia WWE" dove si può far passare una superstar da una lega ad un'altra (es: da Raw a SmackDown), o aggiungere titoli ad un personaggio o levarglieli o se farlo tifare dai fan o meno.

## Accoglienza
Greg Miller di IGN ha dato alla versione PS3 e Xbox del gioco una valutazione di otto su dieci. Miller ha elogiato la Universe Mode del gioco e le animazioni del lottatore, ma ha criticato i limiti della modalità Road to WrestleMania e il commento impreciso. Inoltre, ha affermato che il sistema di grappling potrebbe risultare a volte "frustrante".
Chris Watters di GameSpot ha valutato la versione per Xbox 360 sette su dieci, elogiando le opzioni di personalizzazione del gioco, ma affermando allo stesso tempo come la serie iniziasse a "mostrare la sua età."
William Haley di GameZone ha criticato il gioco per non essere migliorato particolarmente rispetto ai suoi predecessori. Ha definito la funzione di WWE Universe, la modalità multiplayer online e gli strumenti per la creazione "convincenti", ma ha anche scritto che "il fondamento su cui sono costruiti è così decrepito che annulla completamente il valore esiguo che questo gioco ha da offrire".
La rivista Play Generation lo classificò come l'ottavo migliore titolo picchiaduro del 2010.